# Cserhát
A Cserhát az Északi-középhegység egyik tagja. Északról az Ipoly völgye, keletről a Tarján-patak és a Zagyva, délen az Alföld, nyugaton pedig a Nógrádi-medence és a Börzsöny határolja. Kőzetei és felszínformái is rendkívül változatosak. A két szomszédos hegységtől, a Börzsönytől és a Mátrától eltérően itt nem a vulkanikus kőzetek vannak többségben, hanem a földtörténeti újkorban lerakódott üledékes kőzetek.
A szűkebb értelemben vett hegység öt részre osztható. A Nyugati-Cserhát javarészt oligocén üledékekből áll – itt található az egész Cserhát legmagasabb pontja, a Naszály. Erősen felszabdalt, dombsági jellegű táj az Északi-Cserhát (Kopasz-Cserhát). A Központi-Cserhátban miocén korú vulkanitok és üledékek vegyesen vannak jelen. A Keleti-Cserhát (Pásztói-Cserhát) kőzetanyaga döntő részben vulkanikus. Délen a Cserhátalja szelíd dombjai helyezkednek el és olvadnak bele szinte észrevétlenül az Alföld síkvidékébe.
Egyes tájföldrajzi beosztások a Cserháthoz sorolják az Alföldbe mélyen benyúló, homokos-üledékes Gödöllői-dombságot, valamint a Salgótarján közelében, az országhatárnál emelkedő Karancsot, a „palóc Olümposzt”.

## Kialakulása

### A vulkánosság előtti idők

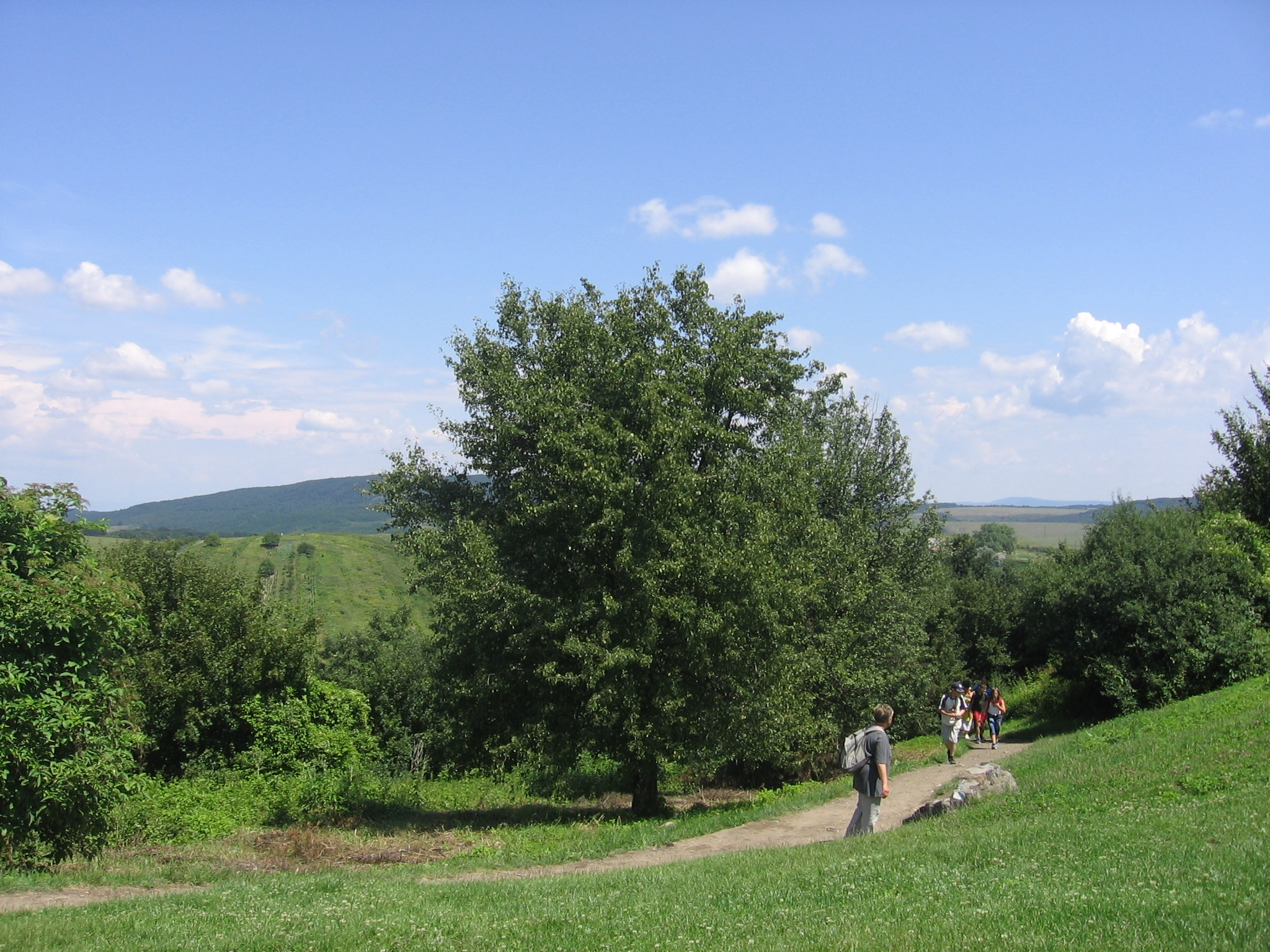
Cserhát

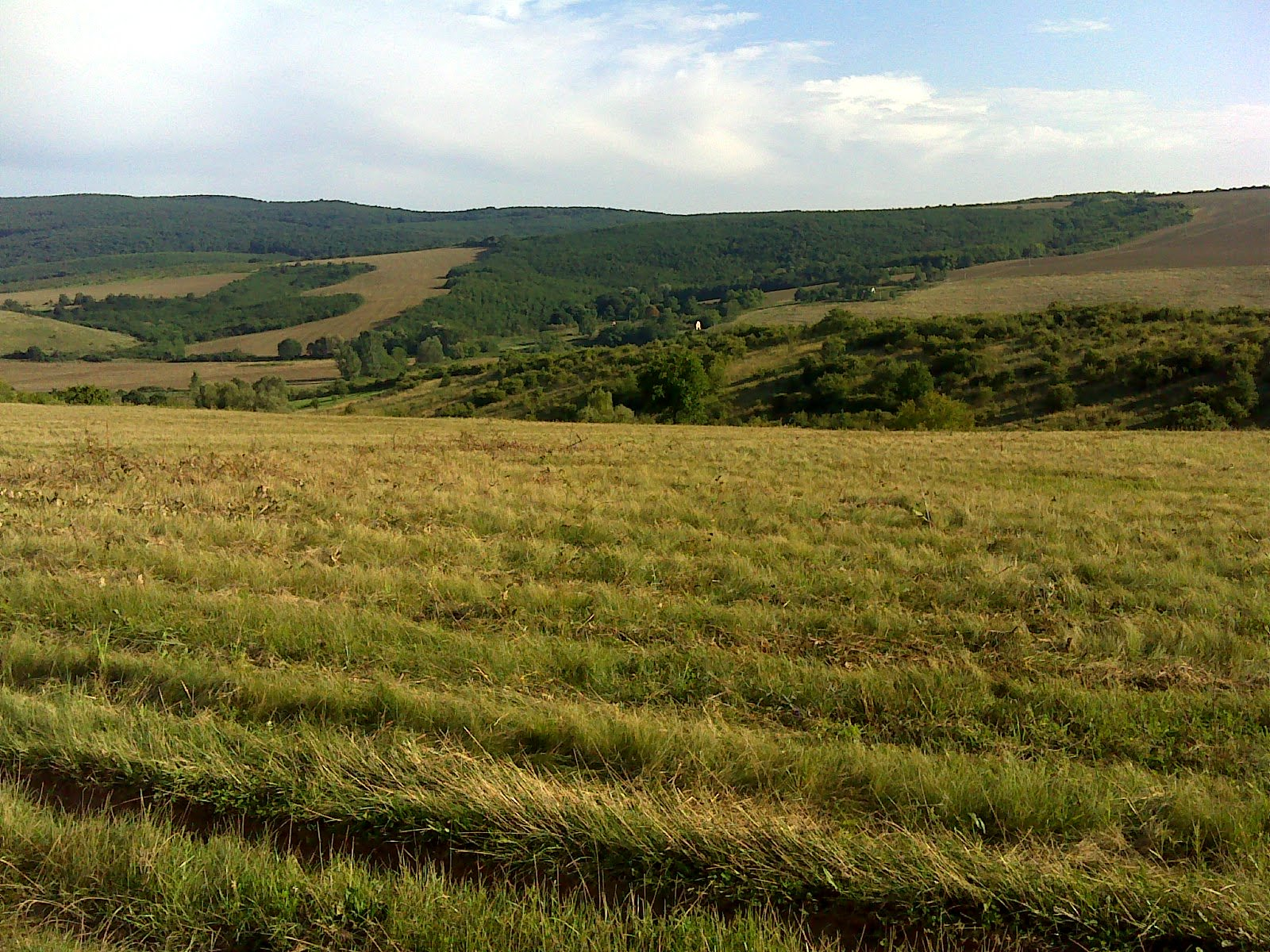
Táj Romhány mellett

A Cserhát földtörténeti fejlődése során hosszú és változatos utat járt be, ennek köszönhetőek változatos formái, illetve többféle jellemző kőzete. Alapja ősi kristályos pala, amire üledékes kőzetek települtek. A hegység legidősebb kőzetei a mai Naszályt és Csővár-Romhányi rögvidéket felépítő, karsztos mészkövek és dolomitok – ezek a triász időszakban rakódtak le. Ezután visszahúzódott a tenger, és hosszasan pusztult a a felszín. Kb. 40 millió éve délnyugatról újból benyomult a tenger, és az eocén végétől a miocénig újabb vastag üledékréteg rakódott le. Az oligocén sekélytengeri–édesvízi üledékeire példa a hárshegyi homokkő. A miocénre a tenger tóvá alakult, és azt a folyók kaviccsal, homokkal töltötték föl. A fokozatosan sós vizűvé váló tóban agyagmárga, illetve slír (finomszemű összecementált kőzetliszt) ülepedett le. A Cserhát nagy részén, főleg a nyugati felén ma is ezek a kőzetek az uralkodóak a felszínen.

### A vulkánosság
Körülbelül 20 millió évvel ezelőtt, a miocén folyamán kezdődött meg a Cserhát vulkanizmusa, a Börzsönyével nagyjából párhuzamosan, bár kisebb léptékben. Az egyre inkább kiemelkedő Kárpátok hatására a tengerelöntés megszűnt és hegyközi medencék alakultak ki sűrű folyóhálózattal. A szubtrópusi klíma gazdag élővilágot éltetett. Az egykori mocsárrengeteg emlékét őrzik Salgótarján környékének barnakőszén-telepei. Ezt a miocén kori ősföldrajzi környezetet konzerválta a vulkáni hamu a méltán világhírű Ipolytarnóci Ősmaradványok Természetvédelmi Területen, az „ősvilági Pompei”-ben.
A vulkánok kezdetben riolitos, majd andezites magmát produkáltak; a tufaszórás mindvégig túlsúlyban volt a lávaömlésekhez képest. Egyes helyeken a magma nem tört a felszínre, hanem az üledékes kőzetek rétegeit felpúpozva lakkolitokat (kőlencséket) hozott létre. A pliocéntől a terület kiemelkedett és a lepusztuló fedőüledékek alól több helyütt kipreparálódtak az állékonyabb lakkolitok. Ezek közül a legnagyobb és legjelentősebb a Karancs, amit gyakran tévesen a Medvessel egy egységnek tekintenek, pedig az jóval később, a pliocénben kiömlött bazaltból áll.
A leggyakoribb szubvulkáni testek az andezites kőzettelérek (dyke-ok); a Középső-Cserhát hegygerinceinek többsége ilyen kőzettelér.

### A miocéntől a jelenkorig[2]
A miocén végével a vulkáni tevékenység lassan megszűnt. A szarmata, majd a pannon földtani korszakokban lassú süllyedés kezdődött, így előtérbe kerültek a szárazföldi és folyóvízi lepusztulásos folyamatok. Ennek köszönhetően alakult ki az enyhén hullámos dombvidék. A pliocén tektonikus mozgások következtében törések, vetődések mentén alakultak ki a mai domborzati és vízrajzi arculat elemei. Például a peremi helyzetű Cserhátalján a folyó- és patakvölgyek kijárataiban hordalékkúpok keletkeztek. A pleisztocén jégkorszakok idején periglaciális (jégkörnyéki) éghajlat uralkodott. Ekkor a felszínformálás elemei az aprózódások, lejtős tömegmozgások és talajfolyások voltak. A földtörténeti jelenkor, a holocén felszíni változásai elsősorban az emberi tevékenységhez kötődik, a bányákkal (Szanda, Sámsonháza, Nógrádkövesd, Kishartyán stb.), víztározókkal, településekkel és más létesítményekkel módosította több helyen az évmilliók alatt kialakult vidéket.

## Földrajza

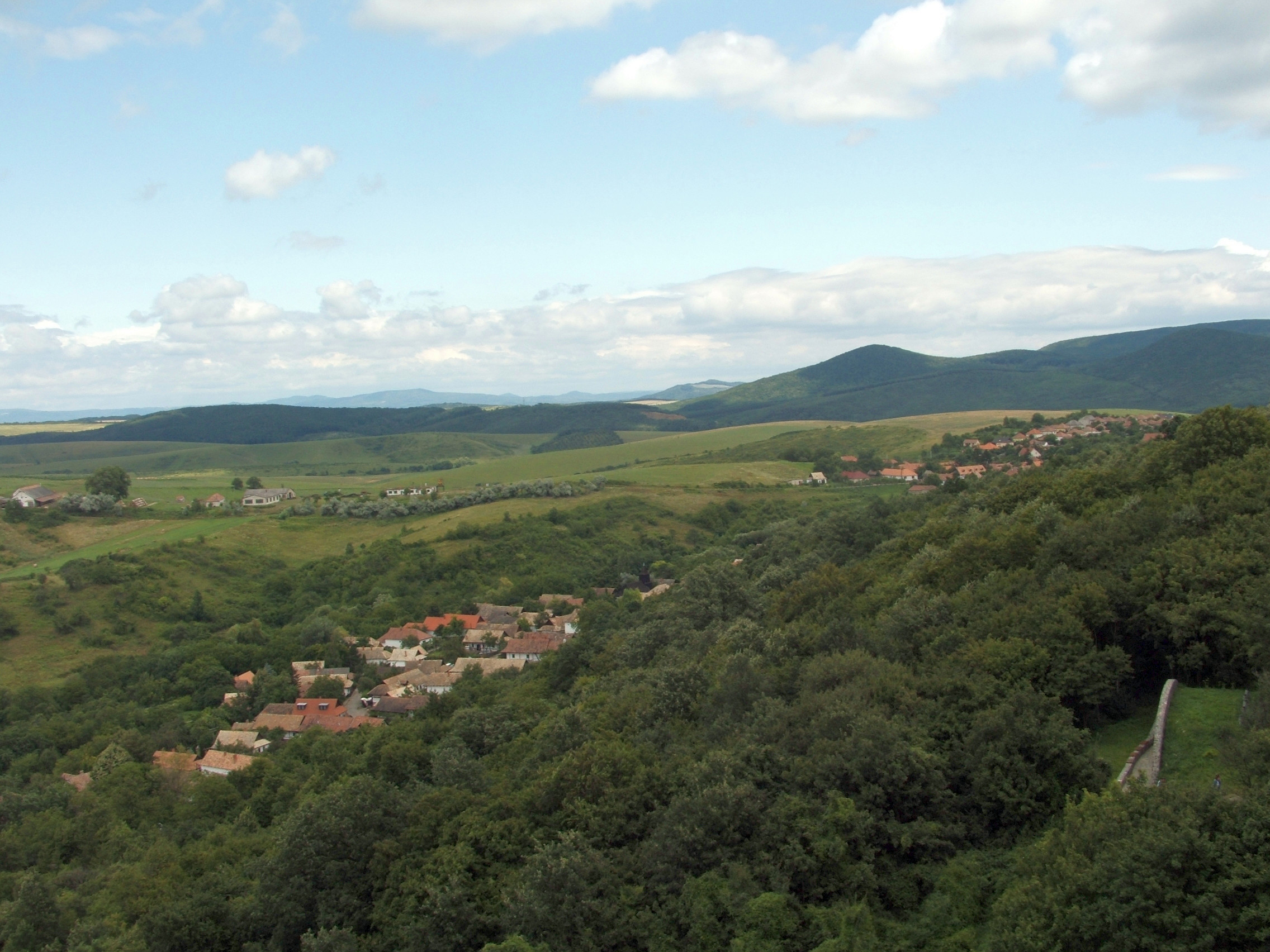
Cserháti tájkép Hollókőnél

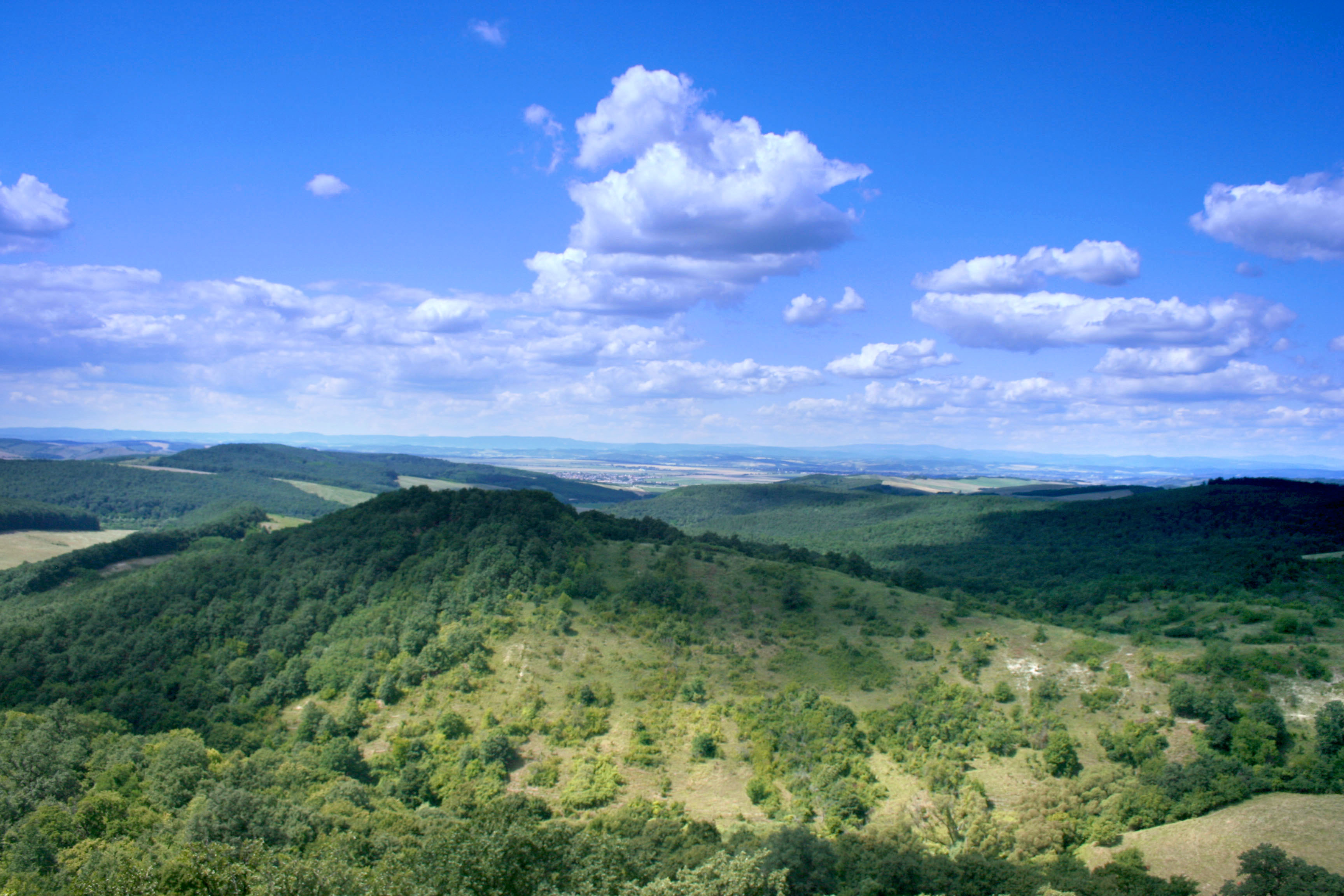
A Cserhát Hollókői Tájvédelmi Körzet északi része

### Éghajlata
A hegység éghajlatára nagy hatással van, hogy nyugaton és keleten is magasabbra kiemelkedett hegységek (Börzsöny, Mátra) találhatók. Az emiatt jellemző hegységközi "medencehatás" miatt a terület éghajlata általánosan tekintve mérsékelten hűvös és mérsékelten száraz. A kistájak, térségek között jelentősek lehetnek a mezoklimatikus eltérések, köszönhetően a változatos domborzati viszonyoknak.
A napsütéses órák száma meglehetősen alacsony, 1900-1950 óra/év. Ez a csapadékos és hűvös Alpokalja értékeivel azonos. Ennek megfelelően az évi átlag középhőmérséklet 8-10 C° között változik. Salgótarján tágabb környezetében 9 C° körüli ez az érték, míg a délebbi fekvésű Cserhátalján vagy a Nógrádi-medencében már megközelíti a 10 C°-ot. A magasan fekvő területeken, 600 méter környékén, például a Karancson vagy a Tepke-csoporton már csak 6-8 C°. A leghidegebb hónapnak számító januári középhőmérséklet -2 C° és -3° között változik. A júliusi középhőmérséklet 19 C°. Fagyok már október közepétől lehetségesek, a fagymentes napok száma mindössze 170-180 nap. Ebben fontos szerepet játszik a terület ködhajlama. Ez annak köszönhető, hogy a táj az uralkodó nyugati légmozgás szélárnyékában fekszik, illetve a domborzati adottságok és a gyakran jelentkező őszi-téli fordított légrétegzettségi helyzet, az inverzió is ezt a hatást erősíti. A gyakran tartós ködmezők, jól kumulálják a bezárt hideg, fagyos levegőt, és hatást gyakorolnak az évi középhőmérséklet, a felhőzöttség és napsütéses órák értékeire is.
A hegységközi medencehatásnak köszönhetően a Cserhát a környező területeknél szárazabb. Az évi csapadékmennyiség 560 és 620 mm között változik. Északon 600–620 mm/év, míg délen és a Börzsöny hegység keleti lábainál már csak 560–600 mm. Területi és időbeni megoszlása a gyakori lokális csapadékgócok vonulása miatt szeszélyesen változó. Például a Felvidék magasabb hegyvonulatai felett születő feláramló, konvektív csapadék típusoknak (záporok, heves zivatarok) jobban kitett Karancson az évi csapadékérték 650–700 mm között változik, de egyes években e fölött is alakulhatnak a mért adatok. A térség uralkodó széliránya északnyugati-nyugati. A mérések utóbbi időszakában gyakoribbá vált a délies szelek megjelenése is.

### Vízrajz
Az Északi-középhegység magasabb hegyeitől eltérően a Cserhátban kisebb az éves csapadékmennyiség. A terület vízhálózatának hozama ebből adódóan gyérebb. A hegység területén körülbelül 400 forrás található. Néhányuknak gyógyhatást tulajdonítanak, bár ezt még nem bizonyították. Ezek közül a legjelentősebbek a Szentkút környékén felszínre törő négy forrás: A Szűz Mária-, a Szent István-, a Szent László- és a Szent Imre-forrás. Az itteni szentkutak állítólag már jó néhány ember csodálatos gyógyulását okozták, így ma is sokan látogatják őket. Bizonyítottan gyógyhatású forrásvíz a Sóshartyánban feltörő jódos víz.
A források vizeit elvezető patakok egy része az Ipolyon keresztül a Dunába ömlik, míg másik részük a Zagyván keresztül a Tiszába. A Cserhát legfontosabb folyója az 59 km hosszú Galga. Vizét kis erek táplálják, a megyét Galgagutától délre elhagyva a Zagyvába ömlik. A Szomor-, a Bujáki-, a Bér-, és a Vanyarci-patak szintén a 180 km hosszú Zagyvába torkollik. Az Ipolyba ömlik a Ménes-patak, a Csitári-patak, a Fekete-víz (mely magába gyűjti a Közép-Cserhát vizeit: a Szanda-patakot, a Malom-árkot, a Sárdi- és Nagy-patakot), a Lókos-patak és a Lóci-patak (ebbe torkollik a Hollókői-, az Aszú-, a Sipek-, a Dobordali-, a Farkasvölgyi-, a Petényi-, a Pusztaszántói-, a Tereskei-ág és a Varsány-patak). A tájegység patakjai mind gyér vizűek, meleg nyarak alkalmával sokszor kiszáradnak.

### Növényzet

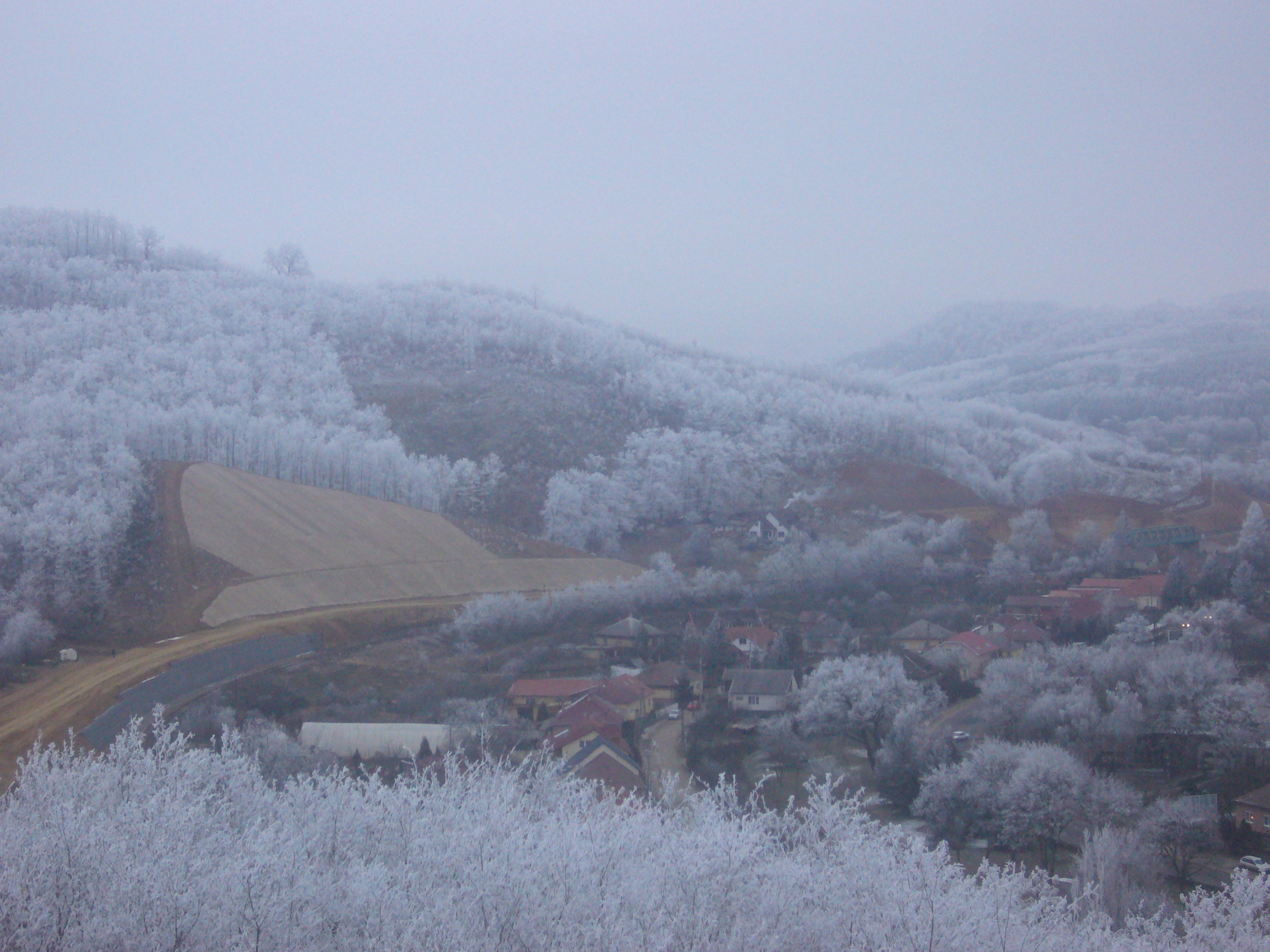
Gyakori jelenség a zúzmara (Salgótarján)

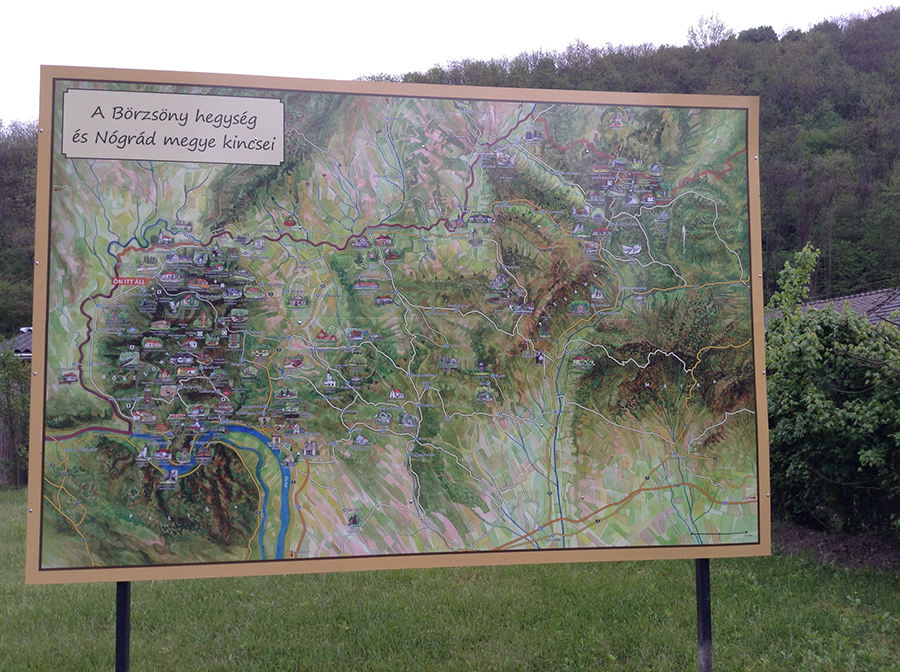
Cserhát látványosságait bemutató látványtérkép Kemencén

A hegység területének nagy része a Matricum flóravidék Neogradense flórajárásához tartozik, mindössze a Karancs területét sorolják az Agriense flórajáráshoz. A függőleges övezetességnek nincsen olyan jelentősége, mint a jóval magasabb szomszédos Mátránál vagy Börzsönynél. A hegység területét eredetileg cseres-tölgyes, illetve gyertyános–tölgyes borította, ezeknek jó része az emberi tevékenység hatására eltűnt. A déli lejtők, illetve a Gödöllői-dombság jellegzetes erdőtársulásai a melegkedvelő tölgyes és a tatár juharos lösztölgyes. A filoxéra hatására fölhagyott szőlők helyén gyakran tájidegen akácot vagy feketefenyőt ültettek.
Az erdőségek mellett két jellegzetes gyeptársulás is őshonos: a löszpusztarétek és magyar aszatos szálkaperjegyepek. Ezek szintén sok helyen visszaszorultak az emberi beavatkozás, illetve olyan kártékony jövevényfajok, mint a kanadai aranyvessző (Solidago canadensis), a magas aranyvessző (Solidago gigantea) vagy a selyemkóró (Asclepias syriaca) miatt.
A Cserhát területén a következő növényfajok élnek:
- tatár juhar (Acer tataricum)
- méregölő sisakvirág (Aconitum anthora)
- farkasölő sisakvirág (Aconitum vulparia)
- tavaszi hérics (Adonis vernalis)
- bugás hagyma (Allium paniculatum)
- erdei szellőrózsa (Anemone sylvestris)
- csillagőszirózsa (Aster amellus)
- szártalan csüdfű (Astragalus exscapus)
- sziklai sás (Carex halleriana)
- fehér madársisak (Cephalanthera damasonium)
- kardos madársisak (Cephalanthera longifolia)
- piros madársisak (Cephalanthera rubra)
- élesmosófű (Chrysopogon gryllus)
- pukkanó dudafürt (Colutea arborescens)
- dunai szegfű (Dianthus collinus)
- nagyezerjófű (Dictamnus albus)
- széleslevelű nőszőfű (Epipactis helleborine)
- kislevelű nőszőfű (Epipactis microphylla)
- Szent László-tárnics (Gentiana cruciata)
- szúnyoglábú bibircsvirág (Gymnadenia conopsea)
- fürtös hölgymál (Hieracium racemosum)
- kardlevelű peremizs (Inula ensifolia)
- örménygyökér (Inula helenium)
- tarka nőszirom (Iris variegata)
- kisfészkű hangyabogáncs (Jurinea mollis)
- (Laser trilobum)
- gérbics (Limodorum abortivum)
- sárga len (Linum flavum)
- borzas len (Linum hirsutum)
- árlevelű len (Linum tenuifolium)
- békakonty (Listera ovata)
- karcsú gyöngyike (Muscari tenuiflorum)
- madárfészekkosbor (Neottia nidus-avis)
- vitéz kosbor (Orchis militaris)
- agárkosbor (Orchis morio)
- bíboros kosbor (Orchis purpurea)
- nyúlánk madártej (Ornithogalum pyramidale)
- (Orobanche teucrii)
- sömörös kosbor (Orchis ustulata subsp. aestivalis)
- nagy pacsirtafű (Polygala major)
- kisvirágú pimpó (Potentilla micrantha)
- nagyvirágú gyíkfű (Prunella grandiflora)
- leánykökörcsin (Pulsatilla grandis)
- fekete kökörcsin (Pulsatilla pratensis subsp. nigricans)
- terpedt rezeda (Reseda phyteuma)
- szürkés ördögszem (Scabiosa canescens)
- villás habszegfű (Silene dichotoma)
- mocsári csorbóka (Sonchus palustris)
- csinos árvalányhaj (Stipa pulcherrima)
- buglyos here (Trifolium diffusum)
- Waldstein-pimpó (Waldsteinia geoides)

A vízpartok, vizek jellegzetes fajai a nád (Phragmites australis), virágkáka (Butomus umbellatus), a vízi hídőr (Alisma plantago-aquatica), illetve az egykori mocsarak reliktum faja a gyepes sédbúza (Deschampsia cespitosa).

### Természetvédelem
A hegység szűkebb területén két tájvédelmi körzet található:
- A Kelet-cserháti Tájvédelmi Körzetet 1989-ben alapították, a Bükki Nemzeti Park kezelése alatt áll. Területe 6916 hektár, ebből fokozottan védett 493 hektár.
- A Hollókői Tájvédelmi Körzetet 1977-ben hozták létre, szintén a Bükki Nemzeti Park hatáskörébe tartozik. Területe 14 hektár.

A tágabb értelemben vett hegység területén található még:
- Gödöllői Dombvidék Tájvédelmi Körzet
- Karancs–Medves Tájvédelmi Körzet

Országos jelentőségű védett természeti érték az Ipolytarnóci Ősmaradványok Természetvédelmi Terület, mely ősmaradványairól híres.

#### Védett értékek
A Cserhát védett értékei:
- Alsópetény - Kastélypark
- Balassagyarmat - Égerláp
- Balassagyarmat - A Nyírjesi-tó és környéke
- Balassagyarmat - Palóc liget
- Bátonyterenye - Bec-kút és forrás
- Bátonyterenye - Kastélypark
- Bér - Andezitoszlopok
- Buják - Tölgyfák
- Buják - Egidius-forrás
- Csécse - Bélahalompuszta
- Csécse - Erzsike park és -fasor
- Csesztve - Galibapusztai facsoport
- Csesztve - Madách park
- Csitár - Szanatóriumpark
- Csővár - Várhegy és Vas-hegy
- Dejtár - Paskom legelő
- Dejtár - Kifli tó
- Diósjenő - Kastélypark és parkerdő
- Erdőtarcsa - Dabasi-Halász Arborétum
- Felsőpetény - Kastélypark
- Gödöllő - Arborétum
- Gödöllő - Erzsébet- park
- Gödöllő - KÁTKI- park
- Gyömrő - Mánya rét
- Gyömrő - Nagy rét
- Herencsény - Arethusa forrás
- Hont - Honti szakadék
- Horpács - Mikszáth park
- Isaszeg- Tőzegbánya
- Jobbágyi - Andezitrétegek
- Karancslapujtő - Park
- Kishartyán - Kőlyuk-oldal
- Kosd - Naszály hegy
- Lucfalva - Krakkópusztai tánctér
- Ludányhalászi - Kastélypark
- Litke - Millenniumi facsoport
- Mátranovák - Cserkész-kút
- Mátranovák - Hegyeskei borókás
- Mátranovák - Kaszinópark
- Mátranovák - Nyírmedi-tó és környéke
- Magyarnándor - Buttler park
- Mátraverebély - Forró-kúti tölgyfa
- Mohora - Mikszáth fa
- Monor - Forráskörnyék
- Nézsa - Kastélypark
- Nógrádkövesd -Piramistölgy
- Nógrádsipek - Dobos kút
- Nógrádszakál - Páris patak völgye
- Nőtincs - Kastélypark
- Romhány - Török mogyorófa
- Salgótarján - Pocik-vár
- Szanda - Várhegy
- Szécsény - Benczúrfalvi kastélypark
- Szécsény - Kastélypark
- Szirák - Kastélypark
- Szügy -Simonyi park, Hársfa
- Terény -Szent-Györgyi Albert emlékpark
- Tereske - Temetôkert
- Varsány - Tábi fűzfa
- Veresegyház - Úszószigetek
- Vizslás - Kökényes völgy

### A Naszály

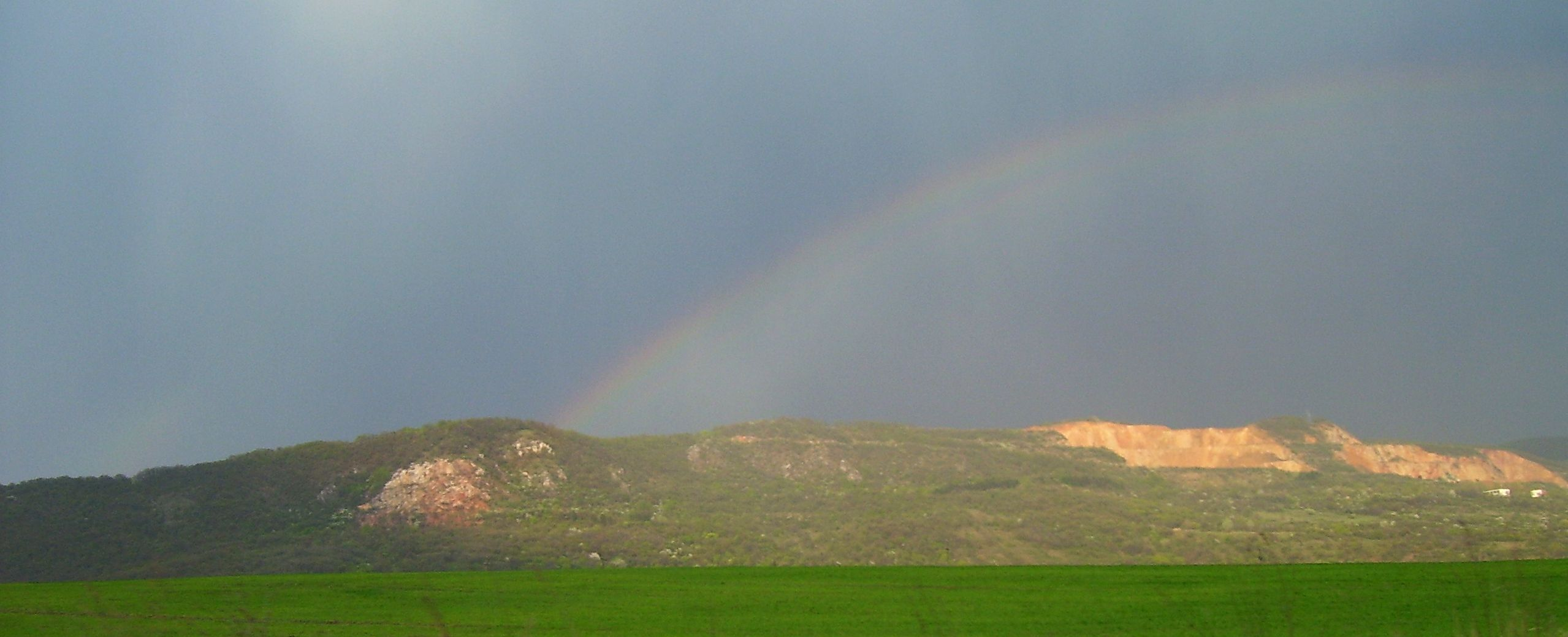
A Naszály délkelet felől szivárvánnyal és mészkőbányákkal

A Naszály a Dunakanyarban elhelyezkedő, úgynevezett Duna-balparti rögök legmagasabb és egyben legismertebb tagja. A Vác fölött sasbércként emelkedő hegy 652 méterrel magasodik a tenger szintje fölé.
Természetföldrajzi értelemben a Cserháthoz sorolják, bár földtani felépítése a hegység fiatal törmelékes üledékes és vulkáni kőzetekből álló főtömegétől drasztikusan különbözik. E szerint a beosztás szerint a Naszály a hegység legnyugatibb és egyben legmagasabb tagja: fő csúcsa 652 m magas, de a két kisebb csúcs (Szarvas-hegy = 562 m; Látó-hegy 534 m) is jóval magasabb a Dunakanyar egyéb kilátópontjainál (Szent Mihály-hegy 484 m, Nagy-Villám 377 m).
Magyarország tájainak földtani körzetbeosztása szerint Cserhátnak csak a földrajzi értelemben vett tájegység kelet–délkeleti részét tekintjük; az északi és nyugati részeket Nógrádi-dombság néven vonjuk össze. A Duna-balparti rögöket önálló szerkezeti egységnek tekintjük.
Az ALCAPA mikrolemez a triász időszak vége felé, mintegy 200 millió éve Afrika északi partvidékének része volt, nagyjából az északi szélesség 20º tájékán. A trópusi–szubtrópusi éghajlaton a sekély tengerben gazdag élővilág alakult ki; ennek emlékét őrzi a ma bányászott dachsteini mészkő. A Naszályon a mészkő több mint 200 méter vastag. A platform a triász végén feltöredezett: egyes részei lesüllyedtek, mások kiemelkedtek. A kiemelkedő Naszály-rög felszíne a kréta végéig lepusztult, karsztosodott és részben bauxitosodott. Közelében, a platform mélybe süllyedt darabjain eközben mélytengeri üledékek rakódtak le.

### Legmagasabb pontok
| Csúcs neve | Magassága | Csúcs neve   | Magassága | Csúcs neve | Magassága |
| ---------- | --------- | ------------ | --------- | ---------- | --------- |
| Karancs    | 729 m     | Naszály      | 654 m     | Medves     | 637 m     |
| Tepke      | 577 m     | Szarvas-hegy | 562 m     | Látó-hegy  | 534 m     |
| Szanda     | 528 m     |              |           | Őr-hegy    | 452 m     |
| Hegyes     | 399 m     | Nagy-Villám  | 377 m     | Margita    | 344 m     |
| Ecskend    | 321 m     |              |           |            |           |

## Történelem

### A honfoglalás előtt
A Cserhát természeti adottságai, a terület erős tagoltsága és a barlangok hiánya sokáig nem kedvezett a letelepülésnek, ezért eleinte gyéren lakott hely volt. Csak az i. e. 2. évezred elején népesedett be erőteljesebben, főleg az Ipoly és a Zagyva völgyében. A bronzkori települések egy része megerősített magaslatokra telepedett, ezeket nevezte el később a nép várhegynek, pogányvárnak. Ilyen Hollókő közelében a Dobogó-tető oldalában elhelyezkedő őskori földvár, amiről a magaslatot a helyiek Pusztavárhegynek nevezik. Jelentősebb bronzkori lelőhelyek vannak Benczúrfalva határában a pilinyi Vár-hegyen.
A korai vaskorban, az i. e. 7. században a kimmerek, majd az iráni nyelvű szkíták érkeztek a területre keletről; ők már vasból készítették fegyvereiket, lószerszámaikat. Az i. e. 4. században a nyugatról jövő, földműveléssel, kereskedelemmel foglalkozó kelták vették birtokukba a vidéket. A keltákat az i. e. 1. században a dákok szorították ki; őket időszámításunk kezdete körül a szarmaták jazigok, majd a kvádok követték.
A rómaiak nem foglalták el a vidéket, de állandó harcban álltak az itt élő népekkel. Többször átcsaptak Pannóniából az őket ért támadások megtorlására, és gyakran rabszolgaszerzés céljából is. A leghíresebb hadjárat Valentinianus császáré; ő Nógrádverőcénél hidat veretett a Dunán, hogy biztosíthassa utánpótlását.
A birodalom felbomlásakor megindult népvándorlás idején sűrűn cserélődtek a különböző népek; gyakoriak voltak a harcok. Vandálok, hunok, gótok, longobárdok, gepidák, majd avarok jöttek ide – utóbbiak jelenlétét ékesen bizonyítja a Szirák határában feltárt avar temető. Az avarok maradékait a 6–7. századtól idetelepülő szlávok olvasztották magukba. A szlávok földvárakat építettek, gyakran (például Nógrádnál) a korábbi erődítmények helyén. A honfoglalás idején ide érkező magyar törzsekkel békésen együtt éltek, nagy részük később be is olvadt a magyarságba.

### A középkor Cserhátja

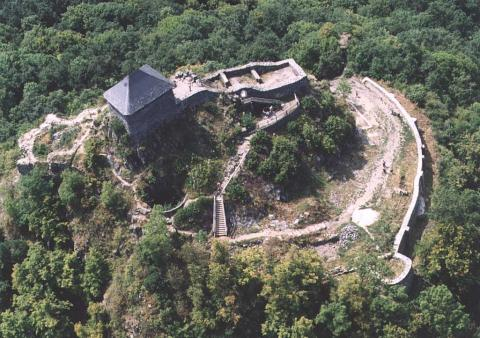
Salgó vára

A törzsek főleg a Cserhát keleti részét szállták meg, a nyugati rész a fejedelmi törzs birtoka volt, így később királyi birtok lett. Az első nemzetségfők közül a Zách, a Kacsics, a Szolnok családok kaptak nagyobb szállásterületet, majd az Abák is. A magyar törzsi-nemzetségi társadalom felbomlása után más törzsek, nemzetségek maradványai is letelepedtek. Erre utalnak a helységnevekben előforduló, honfoglalás kori törzsi nevek (Gyarmat, Jenő, Kér, Keszi, Kürt, Megyer, Tarján, Terény).
A kialakuló magyar államban a királyi hatalom gazdasági alapjaként fontos szerepet kaptak a királyi vármegyék. A Cserhátban Nógrád vára lett a várispánság központja. Az állam megerősítésének másik fontos pillére az egyház szervezetének kiépítése volt. A XII. században először Garábon épült premontrei templom és kolostor. III. Béla alapította 1190-ben a pásztói ciszterci apátságot a palócok megtérítésére, s ugyancsak az ő idejében jöttek ide a johanniták, akiknek Szirákon épült rendházuk. Szentkúton a domb felett középkori remetebarlangok, kőfülkék emlékeztetnek az egyházépítésre.
Az Árpád-házi királyok idején a trónviszályok, belháborúk következtében egyre jobban csökkent a királyi vármegyék területe, amelyeket a királyok és a trónkövetelők sűrűn adományoztak az őket támogató főuraknak. A Cserhát déli nyúlványainál, Mogyoród mellett 1074-ben győzte le Géza és László herceg Salamon király seregeit. A Kacsics nemzetség, illetve a tőlük származó nagy főúri családok (például a Balassa és a Szécsényi család) hatalmas birtokokat szereztek a környéken. Övék lett Salgótarján és környéke (később Szécsényi Tamás erdélyi vajdáé), Salgó vára, amit Simon bán családja építtetett (Simon bán részt vett a Gertrudis királyné elleni összeesküvésben), Hollókő, később Balassagyarmat, Szécsény is; a Zách családé volt Eter, Karancsság, Piliny, Tercs; az Aba családé Bercel; a Radnót családé Bér. Sámsonháza a nevét egy XII. századbeli pártütő főúrról kapta.

## Turizmus

### Nógrád vármegye
A turizmus a Cserhátban a 20. században indult el. A látnivalók főleg a várak, mint például a hollókői, és a salgói. A bányász múltú látnivalók az 1990-es években épültek ki a régi nagy bányatelepüléseken.
A palóc hagyományokra épülő turisztika már az 1960-as évek óta is jelentős. Hollókő ófaluja 1987 óta az UNESCO Világörökségi része. Az egyik legnagyobb helyi palóc múzeum a balassagyarmati Palóc Múzeum.

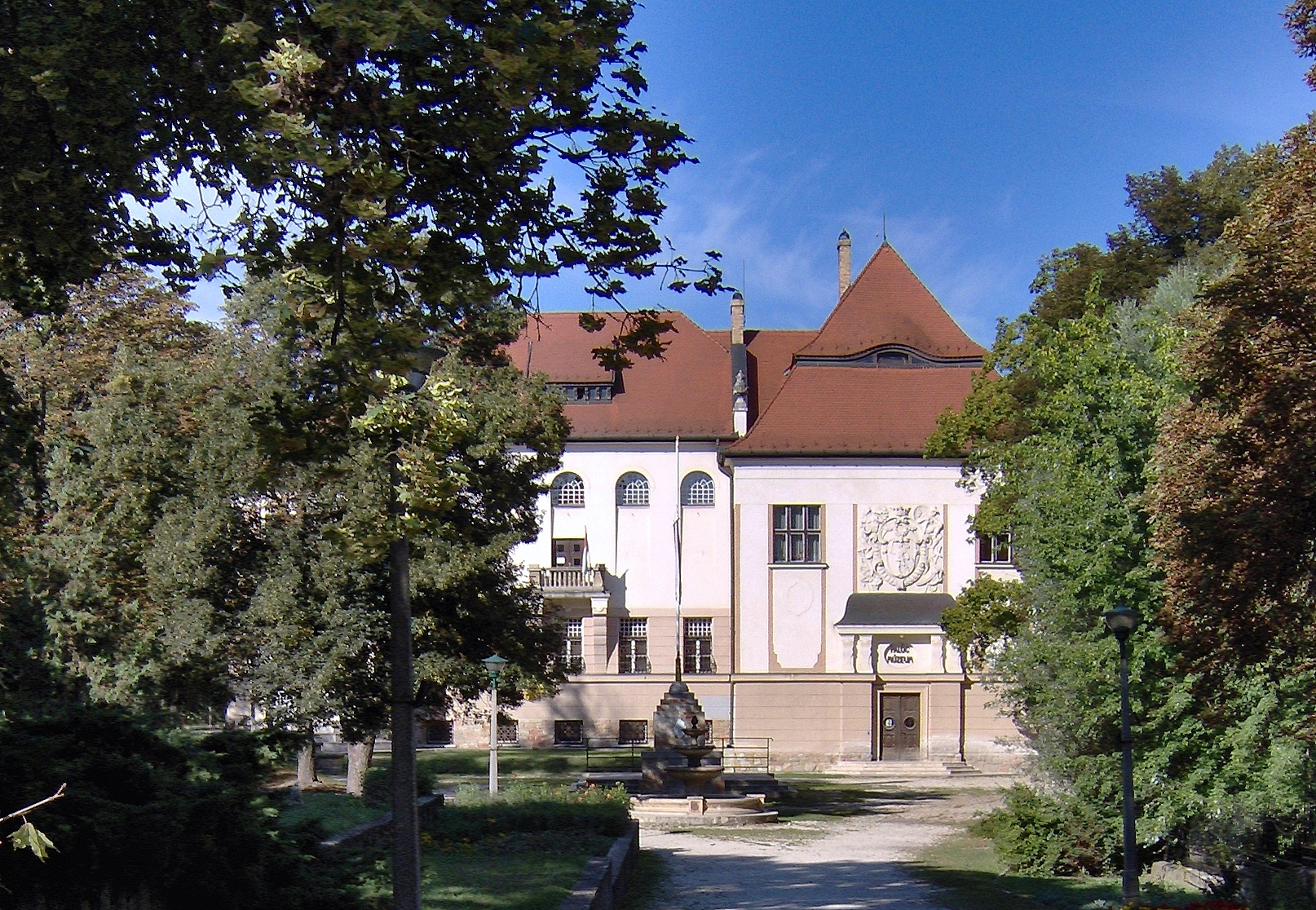
A Palóc Múzeum épülete (Balassagyarmat)

A helyi községekben és városokban kastélyok is találhatók. Egyik legnagyobb a szécsényi Forgách-kastély. A községekben kisebb kúriák és villák bújnak meg, lévén eme kastélykák ligetekben találhatók, vagy kert helyezkedik el mellettük.

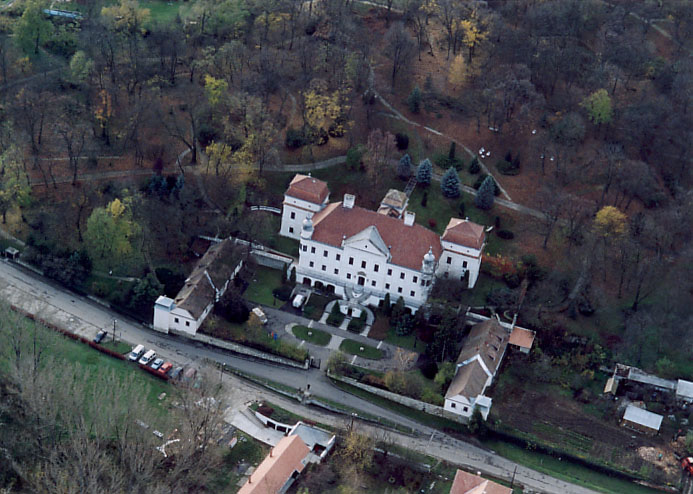
Teleki-Degenfeld-kastély (Szirák)

Bányászati kiállítóhely csak Salgótarjánban van. Itt egy bányamúzeum épület található, valamint itt található az ország egyetlen föld alatti bányakiállítóhely.

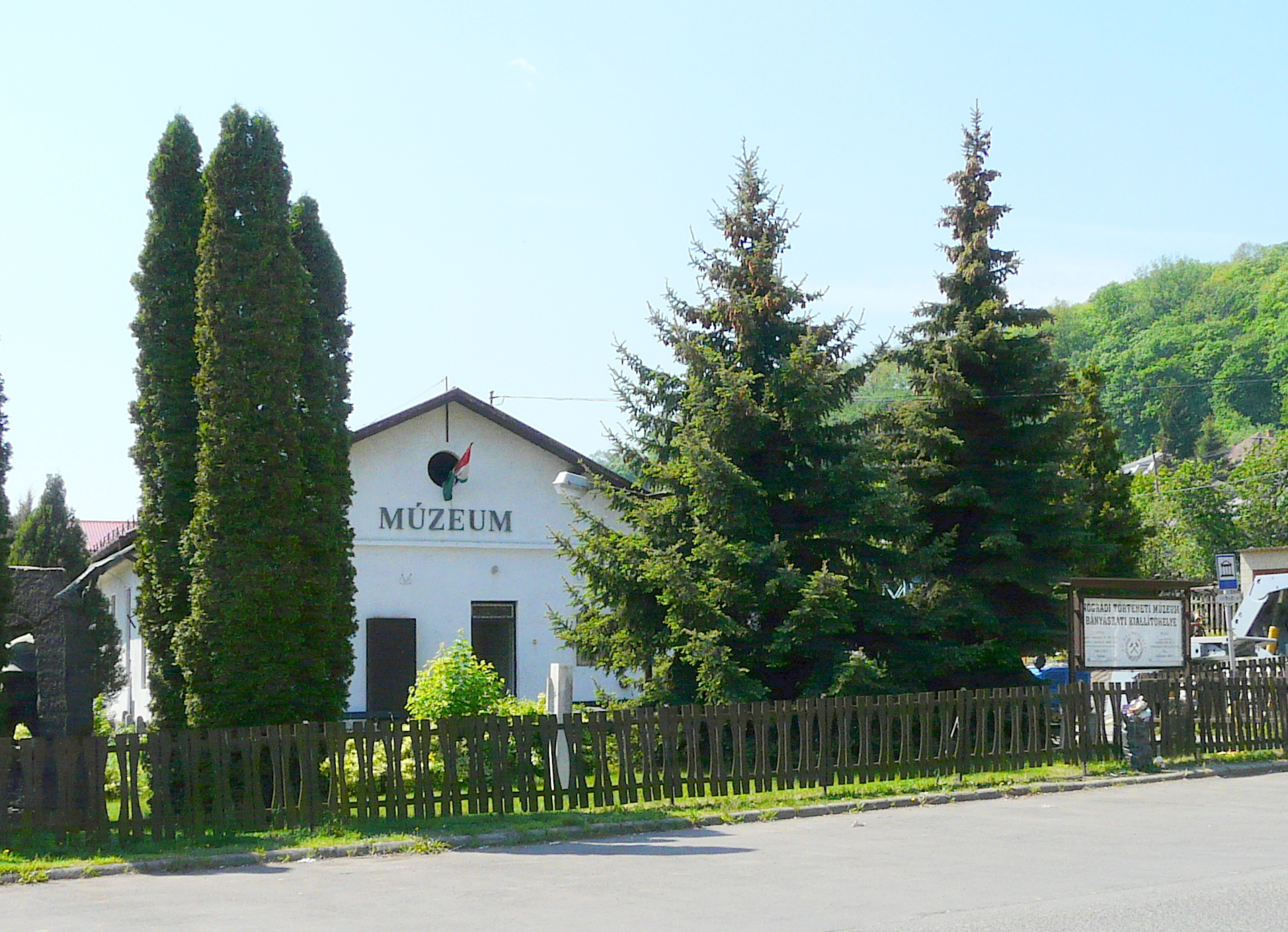
A Bányamúzeum épülete

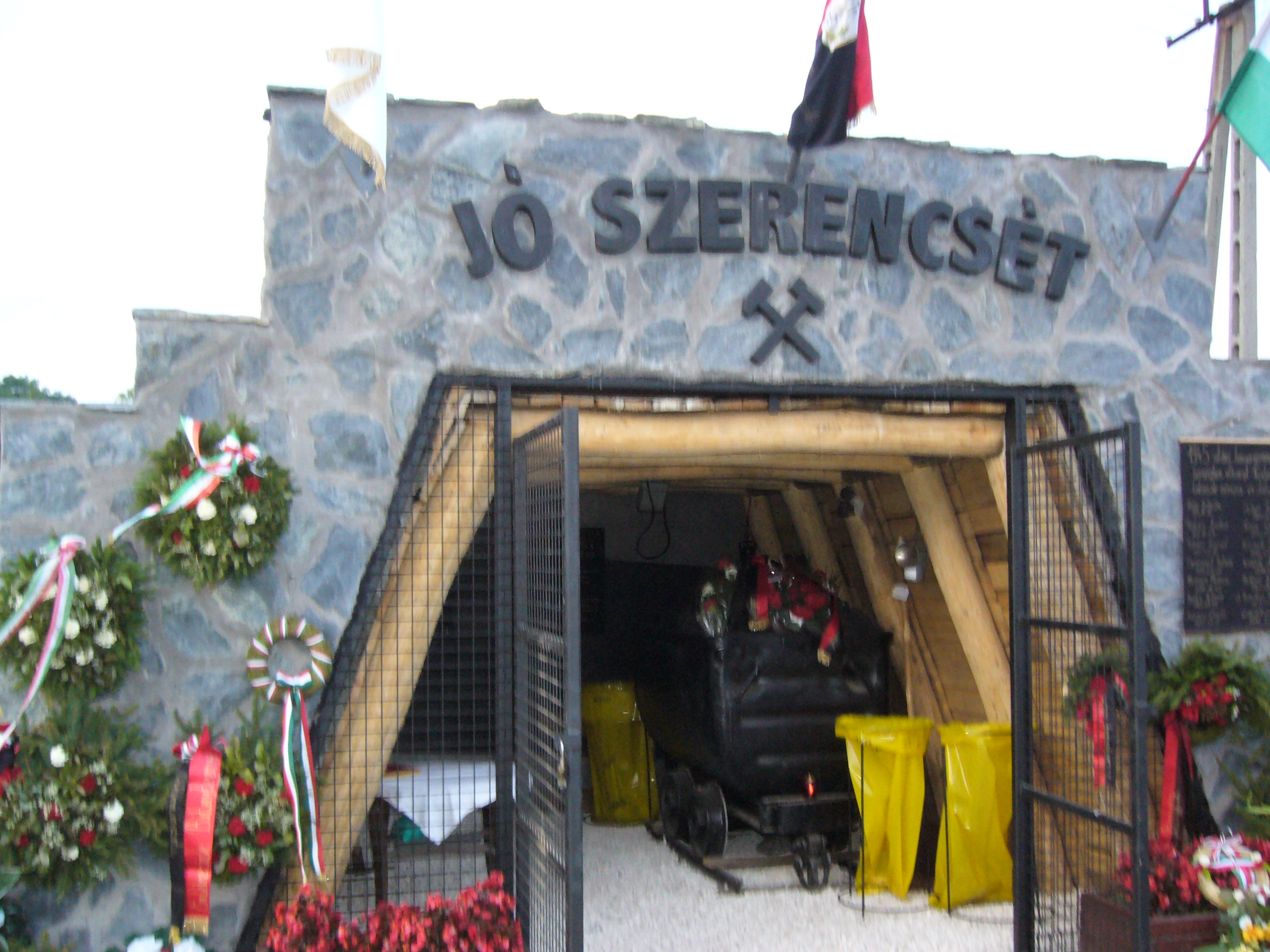
Bányász emlékmű (Bátonyterenye)

A bányászatot egyes városokban emlékhelyek őrzik meg, amelyek visszarepítik a turistát a nógrádi bányászat múltjába.

### Gödöllői-dombság

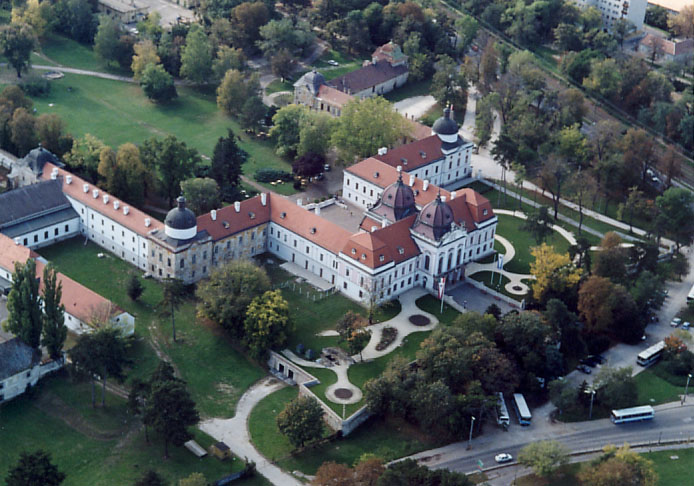
A Grassalkovich-kastély

A Gödöllői-dombság (Gödöllő) környékén is sok kastély található. Ezek közül a legnagyobb a gödöllői Grassalkovich-kastély. 1735-ben épült föl a palota amely 1945-óta lakatlan, turisztikai jelentőség lett.

## Közlekedés
A Cserhát úthálózata alapvetően jól kiépített. Minden település elérhető közúton, ám az utak állapota gyakran igen rossz, akár településeken belül vagy kívül. Komoly problémát jelent az is, hogy a hegységet kevés kelet-nyugati irányú út szeli át, az észak-déliek száma jóval nagyobb. Az Észak-Cserhát közlekedési kapcsolatait rontja az a tény is, hogy az Ipoly túlpartján, Szlovákiában található településekkel nincs megfelelő kapcsolatuk, mivel az egykor az Ipolyon átívelő hidak többségét felrobbantották. A Cserhát közelében lévő egyetlen átkelési lehetőség Balassagyarmaton található, az Ipolyság és Hont közötti híd már a Börzsöny területéhez tartozik. A balassagyarmati határátkelőhelyen kívül Ipolytarnócon és Somoskőújfaluban van lehetőség a Szlovákiába való átutazásra. Európai Uniós fejlesztések segítségével több hidat is újra kívánnak építeni, így ismét helyreállhat a határ túloldalával való kapcsolat. A hegység területét átszeli északon a 22-es főút, mely Salgótarján-Zagyvapálfalvától egészen Rétságig fut, útközben érintve Balassagyarmat és Szécsény városát. A hegység keleti szélén halad el a 21-es főút, míg nyugati oldalán a 2-es főút és az M2-es autópálya.

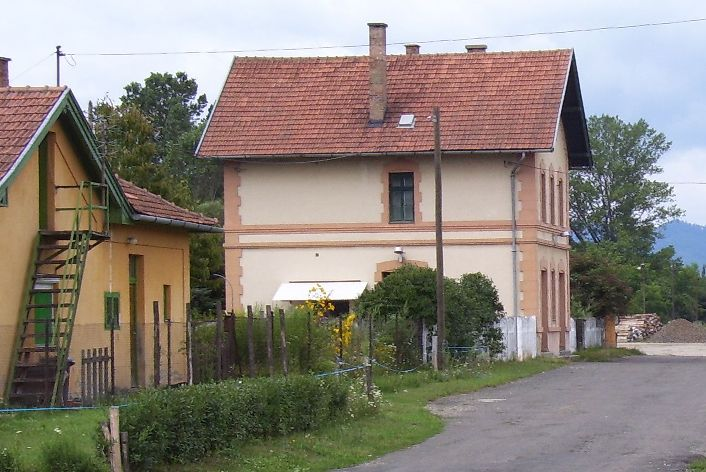
A vasútállomás felvételi épülete Rétságon

A hegységet átszelő vasútvonalak közül a legjelentősebb a 78-as számú vasútvonal, mely Aszódnál ágazik ki a Budapest–Hatvan-vasútvonalból, és Ipolytarnócig, az országhatárig fut. Innen a vasútvonalnak folytatása van Losonc felé. Nógrádszakálnál egy rövid szárnyvonal ágazik ki Szlovákia felé. Ezt a Szlovák vasút teherforgalom céljára használja, mivel csak innen közelíthető meg Nagykürtös. Szintén jelentős még a 75-ös számú Vác–Balassagyarmat-vasútvonal. Az ebből Diósjenőnél leágazó 76-os számú vasútvonalon 2007. március 3-a óta szünetel a személyforgalom. A hegység keleti oldalán a 81-es fővonal tölt be nagy jelentőséget. Nincs közvetlen kelet-nyugati összeköttetése a Cserhátot átszelő más vasútvonalakkal, így Nógrád vármegye kelet-nyugati irányú átszelése vasúttal máig sem lehetséges.
A dombos jelleg miatt a vidék kiválóan alkalmas túrázásra, kirándulásra. A területen az Országos Kéktúra is áthalad.

## Települések[1]

### A Cserhát gerincén fekvő települések
- Acsa
- Alsópetény
- Alsótold
- Balassagyarmat
- Bánk
- Bátonyterenye
  - Kisterenye, Maconka, Nagybátony, Szúpatak
- Bercel
- Bér
- Bokor
- Buják
- Csécse
- Cserháthaláp
- Cserhátsurány
- Cserhátszentiván
- Csesztve
- Csitár
- Csővár
- Debercsény
- Dejtár
- Ecseg
- Egyházasdengeleg
- Endrefalva
- Erdőkürt
- Erdőtarcsa
- Érsekvadkert
- Felsőtold
- Galgaguta
- Galgagyörk
- Garáb
- Héhalom
- Herencsény
- Hollókő
- Horpács
- Hugyag
- Iliny
- Ipolytarnóc
- Kétbodony
- Kisbárkány
- Kisecset
- Kisnémedi
- Kosd
- Kozárd
- Kutasó
- Legénd
- Litke
- Ludányhalászi
- Magyarnándor
- Magyargéc
- Márkháza
- Mátraszőlős
- Mátraverebély
- Mohora
- Nagybárkány
- Nagylóc
- Nézsa
- Nógrádkövesd
- Nógrádmarcal
- Nógrádmegyer
- Nógrádsáp
- Nógrádszakál
- Nőtincs
- Őrhalom
- Palotás
- Patak
- Penc
- Piliny
- Püspökszilágy
- Rimóc
- Romhány
- Sóshartyán
- Szanda
- Szátok
- Szente
- Szécsénke
- Szécsény
- Szécsényfelfalu
- Szirák
- Szügy
- Terény
- Tereske
- Vanyarc
- Varsány

### A Karancs települései
- Etes
- Karancsalja
- Karancsberény
- Karancskeszi
- Karancslapujtő
- Karancsság
- Kishartyán
- Ságújfalu
- Salgótarján
  - Baglyasalja, Somoskő, Zagyvapálfalva, Zagyvaróna
- Somoskőújfalu
- Szalmatercs

### A Gödöllői-dombság települései
- Aszód
- Bag
- Bénye
- Domony
  - Domonyvölgy
- Erdőkertes
- Hévízgyörk
- Galgahévíz
- Gomba
- Gödöllő
  - Máriabesnyő
- Gyömrő
- Iklad
- Isaszeg
- Káva
- Mende
- Monor
- Pánd
- Pécel
- Péteri
- Sülysáp
- Szada
- Úri
- Vácegres
- Vácszentlászló
- Valkó
- Veresegyház

## A Cserhát a művészetekben
„Sok földet bejártam, de mégis csak Nógrád tetszik legjobban: hegyeivel, völgyeivel, egyenesre nőtt fáival; itt úgy látom, a füvek zöldebbek, a virágok illata édesebb, mint bárhol másutt a világon. Még a felhő is mintha rózsaszínbe öltözne, amikor átsuhan fölöttünk… Ez az én igaz hazám.” (Mikszáth Kálmán)